# Szmaragdzik plantacjowy
Szmaragdzik plantacjowy (Saucerottia saucerottei) – gatunek małego ptaka z rodziny kolibrowatych (Trochilidae). Zasiedla północno-zachodnią część Ameryki Południowej.

## Zasięg występowania i środowisko
W zależności od podgatunku, szmaragdzik plantacjowy zasiedla następujące tereny:
- S. s. warscewiczi (Cabanis & Heine, 1860) – północna Kolumbia i skrajnie północno-zachodnia Wenezuela
- S. s. braccata (Heine, 1863) – zachodnia Wenezuela
- S. s. saucerrottei (De Lattre & Bourcier, 1846) – zachodnia i północno-centralna Kolumbia

Na wykorzystywanej przez IUCN liście ptaków świata opracowywanej przy współpracy BirdLife International z autorami Handbook of the Birds of the World za podgatunek S. saucerottei jest także uznawany zamieszkujący Nikaraguę i Kostarykę takson hoffmanni, przez innych systematyków klasyfikowany jako osobny gatunek o nazwie szmaragdzik stalowy (Saucerottia hoffmanni).
Środowiskiem życia są lasy z ponownie wprowadzonym drzewostanem, sawanny pokryte zaroślami z rozproszonymi drzewami, plantacje kawy oraz ogrody. Często spotykany na obrzeżach lasów wiecznie zielonych, zwłaszcza w trakcie pory suchej. Żyje na nizinach i stokach, do wysokości 1800 m n.p.m.

## Morfologia
- długość ciała: 9 cm
- masa ciała: 4,5 g

Ptak ten cały jest zielony, z brązowym kuprem i ząbkowanym, niebiesko-czarnym ogonem z metalicznym połyskiem. U samicy pierś i brzuch są ciemnozielone. Dziób jest długi, górna część ma barwę czarną, a dolna ciemna z czerwonawym zakończeniem. Nogi również czarne. Osobniki młodociane spód ciała mają ciemny, brązowozielony.

## Pożywienie
Jego pożywieniem jest nektar z kwiatów, także tych z drzew (z rodzajów Inga, Pithecellobium, Tabebuia i Genipa), krzewów (Hamelia, Stachytarpheta), epifitów, winorośli oraz ziół (Lobelia). Prawdopodobnie zjada też insekty, jak inne kolibry, chociaż nie ma na ten temat pewnych informacji.

## Rozród
Buduje gniazdo w kształcie kubeczka z części roślin, jest ono zbite, znajduje się na drzewie 2 do 7 metrów nad ziemią. Składa 1–2 jaja na sezon. Ptak silnie terytorialny. Samica wysiaduje jaja sama, tak też zajmuje się potomstwem. Podobnie jak inne kolibry, wpycha pokarm pisklętom bezpośrednio do żołądka. Opuszczają one gniazdo po 20 dniach.

## Status
IUCN uznaje szmaragdzika plantacjowego za gatunek najmniejszej troski (LC, Least Concern) nieprzerwanie od 1988 roku. Ptak ten opisywany jest jako pospolity. Trend liczebności populacji uznawany jest za umiarkowanie spadkowy.